# Г.Б. Чима (Тревизо)
Г.Б. Чима је насеље у Италији у округу Тревизо, региону Венето.
Према процени из 2011. у насељу је живело 60 становника. Насеље се налази на надморској висини од 100 м.